# Súper Rugby 2006
El Super 14 2006 fue la decimoprimera edición del torneo hoy llamado Super Rugby, que es disputado por equipos de Australia, Nueva Zelanda y Sudáfrica, y fue la primera edición que contó con la participación de 14 equipos debido a la inclusión de los Western Force de Australia y los Cheetahs Sudafricanos.

## Clasificación
- 4 puntos por ganar.
- 2 puntos por empatar.
- 1 punto bonus por perder por siete puntos o menos.
- 1 punto bonus por anotar cuatro o más tries en un partido.

| Pos. | Equipo      | PJ | Gan | Emp | Per | PaF | PeC | Dif  | BP | Pts |
| ---- | ----------- | -- | --- | --- | --- | --- | --- | ---- | -- | --- |
| 1    | Crusaders   | 13 | 11  | 1   | 1   | 412 | 210 | 202  | 5  | 51  |
| 2    | Hurricanes  | 13 | 10  | 0   | 3   | 328 | 226 | 102  | 7  | 47  |
| 3    | Waratahs    | 13 | 9   | 0   | 4   | 362 | 192 | 170  | 9  | 45  |
| 4    | Bulls       | 13 | 7   | 1   | 5   | 355 | 290 | 65   | 7  | 38  |
| 5    | Sharks      | 13 | 7   | 0   | 6   | 361 | 297 | 64   | 10 | 38  |
| 6    | Brumbies    | 13 | 8   | 1   | 4   | 326 | 269 | 57   | 4  | 38  |
| 7    | Chiefs      | 13 | 7   | 1   | 5   | 325 | 298 | 27   | 6  | 36  |
| 8    | Blues       | 13 | 6   | 0   | 7   | 290 | 344 | -54  | 5  | 29  |
| 9    | Highlanders | 13 | 6   | 0   | 7   | 228 | 276 | -48  | 3  | 27  |
| 10   | Cheetahs    | 13 | 5   | 0   | 8   | 272 | 367 | -95  | 7  | 27  |
| 11   | Stormers    | 13 | 4   | 1   | 8   | 263 | 334 | -71  | 5  | 23  |
| 12   | Reds        | 13 | 4   | 0   | 9   | 240 | 320 | -80  | 6  | 22  |
| 13   | Cats        | 13 | 2   | 1   | 10  | 220 | 405 | -185 | 5  | 15  |
| 14   | Force       | 13 | 1   | 2   | 10  | 223 | 373 | -150 | 4  | 12  |

## Fase final

### Semifinales
| 19 de mayo de 2006 | Hurricanes | 16 – 14 | Waratahs | Westpac Stadium, Wellington, |  |

| 20 de mayo de 2006 | Crusaders | 35 – 15 | Bulls | Lancaster Park, Christchurch, |  |

### Final
| 27 de mayo de 2006 | Crusaders | 19 – 12 | Hurricanes | Lancaster Park, Christchurch,   |  |
|                    |           |         |            | Asistencia: 36.500 espectadores |  |

| Bandera de Nueva Zelanda |
| Campeón Crusaders        |
| Sexto título             |